# Ani Samsonyan
Ani Tachati Samsonyan (ormiański: Անի Տաճատի Սամսոնյան; ur. 10 lutego 1990 w Erywaniu, wówczas część Armeńskiej SRR) – jest ormiańską polityk i dziennikarką, członkinią Zgromadzenia Narodowego Armenii od 2018 roku, kiedy to została wybrana w wyborach jako przedstawicielka partii Jasna Armenia. Urząd objęła 14 stycznia 2019 roku. Pełni funkcję wiceprzewodniczącej Stałej Komisji ds. Ochrony Praw Człowieka i Spraw Publicznych.
Jest również członkinią Międzyparlamentarnej Komisji ds. współpracy między Zgromadzeniem Narodowym Armenii a Zgromadzeniem Narodowym Republiki Białorusi. Należy do Zgromadzenia Parlamentarnego Organizacji Bezpieczeństwa i Współpracy w Europie (PA OBWE). Uczestniczy także w działalności kilku grup przyjaźni Zgromadzenia Narodowego Armenii, w tym Grupy Przyjaźni Armenia-Austria, Armenia-Japonia, Armenia-Łotwa, Litwa, Estonia, Armenia-Mołdawia oraz Armenia-Słowenia.

## Edukacja
Uzyskała tytuł licencjata z dziennikarstwa na Armeńskim Państwowym Uniwersytecie Pedagogicznym w 2011 roku.
W latach 2011–2013 studiowała na Wydziale Stosunków Międzynarodowych w Międzynarodowym Centrum Nauki i Edukacji Armeńskiej Narodowej Akademii Nauk.
Obecnie kontynuuje studia magisterskie na Wydziale Prawa Akademii Administracji Publicznej Armenii.

## Kariera
W latach 2010–2012 była pracownikiem naukowym w Centrum Sztuki Ludowej im. H. Sharambeyana. W latach 2012–2013 pracowała jako dziennikarka w telewizji „ArmNews”. W tym samym okresie była autorką artykułów na portalu analitycznym „Diplomat.am” (cykl artykułów zatytułowany „Wojny informacyjne i kampanie”). W latach 2013–2014 pełniła funkcję koordynatorki klubu prasowego „ArmNews”. W 2015 roku była współzałożycielką inicjatywy „Jasna Armenia”, a następnie partii o tej samej nazwie, pełniąc funkcję rzeczniczki prasowej ugrupowania. W latach 2017–2018 została wiceprzewodniczącą Stałej Komisji Rady Miejskiej Erywania ds. urbanistyki i zagospodarowania przestrzennego, będąc członkinią frakcji „Way Out” .
W wyniku przedterminowych wyborów do Rady Miejskiej Erywania, które odbyły się 23 września 2018 roku, została wybrana na radną. W latach 2018–2019 była członkinią Stałej Komisji Rady Miejskiej Erywania ds. urbanistyki i zagospodarowania przestrzennego, reprezentując frakcję „Luys”. 9 grudnia 2018 roku została wybrana na posłankę do Zgromadzenia Narodowego z ogólnokrajowej listy wyborczej partii „Jasna Armenia”.